# 倪月红
倪月红（1968年—），云南华坪人，汉族，中华人民共和国政治人物、第十二届全国人民代表大会云南地区代表。
毕业于昆明理工大学采矿工程专业。加入中国共产党。2013年，担任全国人大代表。